# Лукаш Длоуги
Лукаш Длоуги (чеськ. Lukáš Dlouhý) — колишній чеський тенісист, спеціаліст із парної гри, дворазовий чемпіон турнірів Великого шолома в парному розряді. Найвищу одиночну позицію світового рейтингу — 73 місце досяг 3 квітня 2006, парну — 5 місце — 22 червня 2009 року. Здобув 10 парних титулів.
У Длоуги були постійні партнерства з Паволом Візнером та Леандером Паесом. Саме з Паесом він виграв 2009 року два мейджори — Відкритий чемпіонат Франції та Відкритий чемпіонат США.

## Значні фінали

### Фінали турнірів Великого шолома

#### Парний розряд: 6 (2–4)
| Результат | Рік  | Турнір                           | Партнер      | Суперник у фіналі                   | Рахунок у фіналі     |
| Поразка   | 2007 | Відкритий чемпіонат Франції      | Павел Візнер | Марк Ноулз (тенісист) Деніел Нестор | 6–2, 3–6, 4–6        |
| Поразка   | 2007 | Відкритий чемпіонат США з тенісу | Павел Візнер | Сімон Аспелін Юліан Ноул            | 5–7, 4–6             |
| Поразка   | 2008 | Відкритий чемпіонат США з тенісу | Леандер Паес | Боб Браян Майк Браян                | 6–7(5–7), 6–7(10–12) |
| Перемога  | 2009 | Відкритий чемпіонат Франції      | Леандер Паес | Веслі Муді Дік Норман               | 3–6, 6–3, 6–2        |
| Перемога  | 2009 | Відкритий чемпіонат США з тенісу | Леандер Паес | Магеш Бгупаті Марк Ноулз (тенісист) | 3–6, 6–3, 6–2        |
| Поразка   | 2010 | Відкритий чемпіонат Франції      | Леандер Паес | Деніел Нестор Ненад Зімоньїч        | 5–7, 2–6             |

### Фінали Мастерс 1000

#### Парний розряд: 1 (1–0)
| Результат | Рік  | Турнір                             | Покриття | Партнер      | Суперники                   | Рахунок  |
| --------- | ---- | ---------------------------------- | -------- | ------------ | --------------------------- | -------- |
| Перемога  | 2010 | Відкритий чемпіонат Маямі з тенісу | Тверде   | Леандер Паес | Магеш Бгупаті Максим Мирний | 6–2, 7–5 |

## Фінали турнірів ATP за кар'єру

### Парний розряд: 26 (10–16)
| Легенда (парний розряд)                     |
| Турніри Великого шлему (2–4)                |
| Фінали Світового туру ATP (0–0)             |
| Серія Мастерс 1000 Світового Туру ATP (1–0) |
| Серія 500 Світового туру ATP (0–5)          |
| Серія 250 Світового туру ATP (7–7)          |

| Результат | Ранг | Дата     | Турнір                                          | Покриття   | Партнер          | Суперники                                 | Рахунок               |
| --------- | ---- | -------- | ----------------------------------------------- | ---------- | ---------------- | ----------------------------------------- | --------------------- |
| Перемога  | 1.   | Лют 2006 | Brasil Open, Бразилія                           | Ґрунт      | Павел Візнер     | Маріуш Фирстенберг Марцин Матковський     | 6–1, 4–6, [10–3]      |
| Поразка   | 1.   | Кві 2006 | Open de Tenis Comunidad Valenciana, Іспанія     | Ґрунт      | Павел Візнер     | Давід Шкох Томаш Зіб                      | 4–6, 3–6              |
| Перемога  | 2.   | Тра 2006 | Estoril Open, Португалія                        | Ґрунт      | Павел Візнер     | Лукас Арнольд Кер Леош Фридль             | 6–3, 6–1              |
| Перемога  | 3.   | Лют 2007 | Brasil Open, Бразилія                           | Ґрунт      | Павел Візнер     | Альберт Монтаньєс Рубен Рамірес Ідальго   | 6–2, 7–6(7–4)         |
| Поразка   | 2.   | Лют 2007 | Abierto Mexicano TELCEL, Мексика                | Ґрунт      | Павел Візнер     | Потіто Стараче Мартін Вассальйо Аргуельйо | 0–6, 2–6              |
| Поразка   | 3.   | Тра 2007 | Відкритий чемпіонат Франції, Франція            | Ґрунт      | Павел Візнер     | Марк Ноулз (тенісист) Деніел Нестор       | 6–2, 3–6, 4–6         |
| Перемога  | 4.   | Лип 2007 | Відкритий чемпіонат Хорватії з тенісу, Хорватія | Ґрунт      | Міхал Мертиняк   | Ярослав Левинський Давід Шкох             | 6–1, 6–1              |
| Поразка   | 4.   | Сер 2007 | Відкритий чемпіонат США з тенісу, США           | Тверде     | Павел Візнер     | Сімон Аспелін Юліан Ноул                  | 5–7, 4–6              |
| Поразка   | 5.   | Чер 2008 | Gerry Weber Open, Німеччина                     | Трава      | Леандер Паес     | Михайло Южний Міша Зверєв                 | 6–3, 4–6, [3–10]      |
| Поразка   | 6.   | Сер 2008 | Відкритий чемпіонат США з тенісу, США           | Тверде     | Леандер Паес     | Боб Браян Майк Браян                      | 6–7(5–7), 6–7(10–12)  |
| Перемога  | 5.   | Вер 2008 | Thailand Open, Таїланд                          | Тверде     | Леандер Паес     | Скотт Ліпскі Девід Мартін                 | 6–4, 7–6(7–4)         |
| Поразка   | 7.   | Вер 2008 | Japan Open (теніс), Японія                      | Тверде     | Леандер Паес     | Михайло Южний Міша Зверєв                 | 3–6, 4–6              |
| Поразка   | 8.   | Лют 2009 | ABN AMRO World Tennis Tournament, Нідерланди    | Тверде     | Леандер Паес     | Деніел Нестор Ненад Зімоньїч              | 2–6, 5–7              |
| Перемога  | 6.   | Тра 2009 | Відкритий чемпіонат Франції, Франція            | Ґрунт      | Леандер Паес     | Веслі Муді Дік Норман                     | 3–6, 6–3, 6–2         |
| Перемога  | 7.   | Сер 2009 | Відкритий чемпіонат США з тенісу, США           | Тверде     | Леандер Паес     | Магеш Бгупаті Марк Ноулз (тенісист)       | 3–6, 6–3, 6–2         |
| Поразка   | 9.   | Січ 2010 | Brisbane International, Австралія               | Тверде     | Леандер Паес     | Жеремі Шарді Марк Жікель                  | 3–6, 6–7(5–7)         |
| Поразка   | 10.  | Лют 2010 | Dubai Tennis Championships, ОАЕ                 | Тверде     | Леандер Паес     | Сімон Аспелін Пол Генлі                   | 2–6, 3–6              |
| Перемога  | 8.   | Кві 2010 | Відкритий чемпіонат Маямі з тенісу, США         | Тверде     | Леандер Паес     | Магеш Бгупаті Максим Мирний               | 6–2, 7–5              |
| Поразка   | 11.  | Чер 2010 | Відкритий чемпіонат Франції, Франція            | Ґрунт      | Леандер Паес     | Деніел Нестор Ненад Зімоньїч              | 5–7, 2–6              |
| Поразка   | 12.  | Чер 2010 | Rosmalen Grass Court Championships, Нідерланди  | Трава      | Леандер Паес     | Роберт Ліндстедт Горія Текеу              | 6–1, 5–7, [7–10]      |
| Перемога  | 9.   | Січ 2011 | Brisbane International, Австралія               | Тверде     | Пол Генлі        | Роберт Ліндстедт Горія Текеу              | 6–4, ret.             |
| Перемога  | 10.  | Січ 2011 | Sydney International, Австралія                 | Тверде     | Пол Генлі        | Боб Браян Майк Браян                      | 6–7(6–8), 6–3, [10–5] |
| Поразка   | 13.  | Вер 2011 | Open de Moselle, Франція                        | Тверде (i) | Марсело Мело     | Джеймі Маррей Андре Са                    | 4–6, 6–7(7–9)         |
| Поразка   | 14.  | Кві 2013 | BRD Năstase Ţiriac Trophy, Румунія              | Ґрунт      | Олівер Марах     | Максим Мирний Горія Текеу                 | 6–4, 4–6, [6–10]      |
| Поразка   | 15.  | Сер 2013 | Bet-at-home Cup Kitzbühel, Австрія              | Ґрунт      | Франтішек Чермак | Мартін Еммріх Крістофер Кас               | 4–6, 3–6              |
| Поразка   | 16.  | Кві 2014 | Grand Prix Hassan II, Марокко                   | Ґрунт      | Томаш Беднарек   | Жан-Жульєн Роєр Горія Текеу               | 2–6, 2–6              |

## Досягнення
| W | Ф | ПФ | ЧФ | #Р | КТ | К# | DNQ | A | NH |

### Одиночний розряд
| Турнір                                 | 2005  | 2006  | 2007  | 2008  | ТУ за кар'єру | Виграшів-поразок за кар'єру |
| -------------------------------------- | ----- | ----- | ----- | ----- | ------------- | --------------------------- |
| Турніри Великого шолома                |       |       |       |       |               |                             |
| Відкритий чемпіонат Австралії з тенісу |       | 1р    | 2р    | 1р    | 0 / 3         | 1–3                         |
| Відкритий чемпіонат Франції з тенісу   | 2р    | 3р    | 1р    |       | 0 / 3         | 3–3                         |
| Вімблдонський турнір                   |       | 2р    | 1р    |       | 0 / 2         | 1–2                         |
| Відкритий чемпіонат США з тенісу       |       | 1р    |       |       | 0 / 1         | 0–1                         |
| ТУ на турнірах Великого шлему          | 0 / 1 | 0 / 4 | 0 / 3 | 0 / 1 | 0 / 9         | N/A                         |
| В-П за сезон                           | 1–1   | 3–4   | 1–3   | 0–1   | N/A           | 5–9                         |

### Парний розряд
| Турнір                                 | 2000         | 2001         | 2002         | 2003         | 2004         | 2005         | 2006         | 2007         | 2008         | 2009  | 2010  | 2011  | 2012   | 2013  | 2014 | ТУ за кар'єру | Виграшів-поразок за кар'єру |
| -------------------------------------- | ------------ | ------------ | ------------ | ------------ | ------------ | ------------ | ------------ | ------------ | ------------ | ----- | ----- | ----- | ------ | ----- | ---- | ------------- | --------------------------- |
| Турніри Великого шолома                |              |              |              |              |              |              |              |              |              |       |       |       |        |       |      |               |                             |
| Відкритий чемпіонат Австралії з тенісу |              |              |              |              |              |              | 2р           | 2р           | 3р           | ПФ    | ЧФ    | 1р    |        | ЧФ    |      | 0 / 7         | 14–7                        |
| Відкритий чемпіонат Франції з тенісу   |              |              |              |              |              |              | ПФ           | Ф            | 3р           | 2009  | Ф     | 1р    | 2р     | 1р    |      | 1 / 8         | 23–7                        |
| Вімблдонський турнір                   |              |              |              |              |              | 1р           | ЧФ           | ЧФ           | ПФ           | 1р    | 2р    | ЧФ    | 1р     | 1р    |      | 0 / 8         | 14–8                        |
| Відкритий чемпіонат США з тенісу       |              |              |              |              |              |              | 2р           | Ф            | Ф            | П     | 1р    | 1р    | 1р     | 2р    |      | 1 / 7         | 18–7                        |
| ТУ на турнірах Великого шлему          | 0 / 0        | 0 / 0        | 0 / 0        | 0 / 0        | 0 / 0        | 0 / 1        | 0 / 4        | 0 / 4        | 0 / 4        | 2 / 4 | 0 / 4 | 0 / 4 | 0 / 3  | 0 / 4 |      | 2 / 34        | N/A                         |
| В-П за сезон                           | 0–0          | 0–0          | 0–0          | 0–0          | 0–0          | 0–1          | 9–4          | 14–4         | 13–4         | 16–2  | 9–4   | 3–4   | 1–3    | 3–3   |      | N/A           | 68–29                       |
| Серія Мастерс ATP                      |              |              |              |              |              |              |              |              |              |       |       |       |        |       |      |               |                             |
| Індіан-Веллс                           |              |              |              |              |              |              |              | 2р           | 1р           | 2р    | 1р    | ЧФ    | 0 / 5  | 4–5   |      |               |                             |
| Відкритий чемпіонат Маямі з тенісу     |              |              |              |              |              |              |              | 1р           | 1р           | 2р    | П     | 2р    | 0 / 5  | 7–4   |      |               |                             |
| Монте-Карло                            |              |              |              |              |              |              |              |              | 2р           | ПФ    | 2р    | 1р    | 0 / 4  | 2–4   |      |               |                             |
| Рим                                    |              |              |              |              |              |              |              |              |              | ЧФ    | ЧФ    | 1р    | 0 / 3  | 1–3   |      |               |                             |
| Мадрид                                 |              |              |              |              |              |              | ЧФ           |              | 2р           |       | ПФ    | 1р    | 0 / 4  | 2–3   |      |               |                             |
| Мастерс Канада                         |              |              |              |              |              |              | 2р           |              | ПФ           | ЧФ    | 2р    | 1р    | 0 / 5  | 4–5   |      |               |                             |
| Мастерс Цинциннаті                     |              |              |              |              |              |              | 2р           | ПФ           | ЧФ           | 2р    | 2р    | 2р    | 0 / 6  | 5–6   |      |               |                             |
| Шанхай                                 | Не проводили | Не проводили | Не проводили | Не проводили | Не проводили | Не проводили | Не проводили | Не проводили | Не проводили | 2р    | 2р    |       | 0 / 2  | 1–2   |      |               |                             |
| Париж                                  |              |              |              |              |              |              | ЧФ           | ЧФ           | 2р           | 2р    | ЧФ    |       | 0 / 5  | 3–5   |      |               |                             |
| Гамбург                                |              |              |              |              |              |              |              |              |              | NM1   | NM1   | NM1   | 0 / 0  | 0–0   |      |               |                             |
| ТУ на турнірах Серії Мастерс           | 0 / 0        | 0 / 0        | 0 / 0        | 0 / 0        | 0 / 0        | 0 / 0        | 0 / 4        | 0 / 4        | 0 / 7        | 0 / 8 | 0 / 9 | 0 / 7 | 0 / 39 | N/A   |      |               |                             |
| В-П за сезон                           | 0–0          | 0–0          | 0–0          | 0–0          | 0–0          | 0–0          | 3–3          | 4–4          | 3–7          | 7–8   | 9–8   | 4–7   | N/A    | 30–37 |      |               |                             |
| Рейтинг на кінець року                 | 711          | 404          | 330          | 416          | 199          | 82           | 20           | 9            | 13           | 6     | 9     | 42    | N/A    | N/A   |      |               |                             |